# Colostethinae
Colostethinae – podrodzina płazów bezogonowych z rodziny drzewołazowatych (Dendrobatidae).

## Zasięg występowania
Podrodzina obejmuje gatunki występujące od brazylijskich stanów Mato Grosso do Sul i Goiás przez większą część amazońskiej Ameryki Południowej do wschodnich stoków Andów od Boliwii do Wenezueli; także od południowo-zachodniej Kostaryki do południowo-zachodniego Ekwadoru wzdłuż wybrzeża Oceanu Spokojnego oraz w Andach i międzyandyjskich dolinach w Kolumbii.

## Podział systematyczny
Do podrodziny należą następujące rodzaje:
- Ameerega Bauer, 1986
- Colostethus Cope, 1866
- Epipedobates Myers, 1987
- Leucostethus Grant, Rada, Anganoy-Criollo, Batista, Dias, Jeckel, Machado & Rueda-Almonacid, 2017
- Silverstoneia Grant, Frost, Caldwell, Gagliardo, Haddad, Kok, Means, Noonan, Schargel & Wheeler, 2006